# Blagojev Kamen
Blagojev Kamen (izvirno srbsko Благојев Камен) je naselje v Srbiji, ki upravno spada pod Občino Kučevo; slednja pa je del Braničevskega upravnega okraja.

## Demografija
V naselju, katerega izvirno (srbsko-cirilično) ime je Благојев Камен, živi 32 polnoletnih prebivalcev, pri čemer je njihova povprečna starost 47,7 let (45,3 pri moških in 50,3 pri ženskah). Naselje ima 17 gospodinjstev, pri čemer je povprečno število članov na gospodinjstvo 2,24.
Prebivalstvo je večinoma nehomogeno, a v času zadnjih treh popisov je opazno zmanjšanje števila prebivalcev.
|  |

| Demografija | Demografija     | Demografija     |
| Leto        | Št. prebivalcev | Št. prebivalcev |
| ----------- | --------------- | --------------- |
|             |                 |                 |
|             |                 |                 |
|             |                 |                 |
|             |                 |                 |
| 1948        | 123             |                 |
| 1953        | 1258            |                 |
| 1961        | 235             |                 |
| 1971        | 107             |                 |
| 1981        | 77              |                 |
| 1991        | 72              | 72              |
| 2002        | 38              | 38              |
|             |                 |                 |

| Etnična sestava po popisu iz leta 2002 | Etnična sestava po popisu iz leta 2002 | Etnična sestava po popisu iz leta 2002 | Etnična sestava po popisu iz leta 2002 | Etnična sestava po popisu iz leta 2002 |
| -------------------------------------- | -------------------------------------- | -------------------------------------- | -------------------------------------- | -------------------------------------- |
| Srbi                                   | Srbi                                   |                                        | 24                                     | 63,15%                                 |
| Vlahi                                  | Vlahi                                  |                                        | 14                                     | 36,84%                                 |
| Neznano                                | Neznano                                |                                        | 0                                      | 0,0%                                   |